# Selección juvenil de rugby de Samoa
La selección juvenil de rugby de Samoa es el equipo nacional de rugby regulado por la Samoa Rugby Union (SRU). La edad de sus integrantes varía según la edad máxima permitida del torneo, actualmente compite en torneos para menores de 19 y de 20 años denominándose a la selecciones Samoa M19 y Samoa M20 respectivamente; en el pasado compitió en torneos M21.

## Historia
Se coronó como campeón del Mundial M19 División B en 2000 y 2005 luego de vencer a los seleccionados de Corea del Sur y Uruguay respectivamente, así como dos veces en el Trofeo Mundial en 2011 con un triunfo sobre Japón y 2016 con una victoria sobre el seleccionado de España.

## Palmarés
- Mundial M19 División B (2): 2000, 2005[2]

- Trofeo Mundial (2): 2011, 2016[3]

- Oceania Junior Trophy M20 (1): 2020, 2022

## Participación en copas
| - Nueva Zelanda 2000: 7º puesto - Australia 2001: 7º puesto - Argentina 2005: 10º puesto - Chile 2001: 15º puesto - EAU 2006: 10º puesto - Irlanda del Norte 2007: 7º puesto - Francia 2000: Campeón - Sudáfrica 2005: Campeón - Gales 2008: 7º puesto - Japón 2009: 7º puesto - Argentina 2010: 12º puesto (último) - Sudáfrica 2012: 10º puesto - Francia 2013: 9º puesto - Nueva Zelanda 2014: 8º puesto - Italia 2015: 12º puesto (último) - Georgia 2017: 12º puesto (último) - Georgia 2011: Campeón invicto - Zimbabue 2016: Campeón invicto - Rumania 2018: 2° puesto - Kenia 2023: 4º puesto - Escocia 2024: 6.º puesto | - Oceania Junior Championship 2015: 3º puesto - Oceania Junior Championship 2016: no participó - Oceania Junior Championship 2017: 3º puesto - Oceania Junior Championship 2018: no participó - Oceania Junior Trophy 2018: 2º puesto (último) - Oceania Junior Trophy 2020: Campeón - Oceania Junior Trophy 2022: Campeón - Oceania M20 Challenge 2024: 2º puesto - Oceania M20 Challenge 2025: 3º puesto - Oceania U19s 2010: Campeón - Tour de Australian Colts 1985: perdió (0 - 1) |